# Élection présidentielle américaine de 1916 au Minnesota
L'élection présidentielle américaine de 1916 au Minnesota a lieu le 7 novembre 1916, comme dans les 47 autres États qui composent alors les États-Unis. Les électeurs minnésotains choisissent des grands électeurs pour les représenter dans le collège électoral à travers un vote populaire. Le Minnesota dispose en 1916 de 12 grands électeurs. L'État donne l'ensemble de ses grands électeurs au candidat du Parti républicain, l'ancien juge assesseur de la Cour suprême des États-Unis Charles Evans Hughes. 
Le candidat vainqueur de ce scrutin dans tout le pays sera néanmoins le président sortant Woodrow Wilson, qui débutera un second mandat à la présidence des États-Unis le 4 mars 1917. À ce jour, Wilson est le dernier candidat démocrate à avoir gagné une élection présidentielle sans remporter le Minnesota et Hughes le dernier candidat républicain à avoir remporté le Minnesota mais à avoir perdu l'élection présidentielle au niveau national. 